# Asgaard

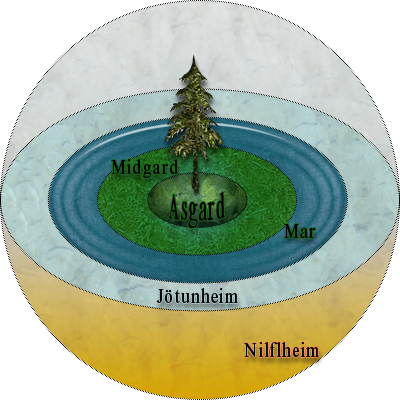

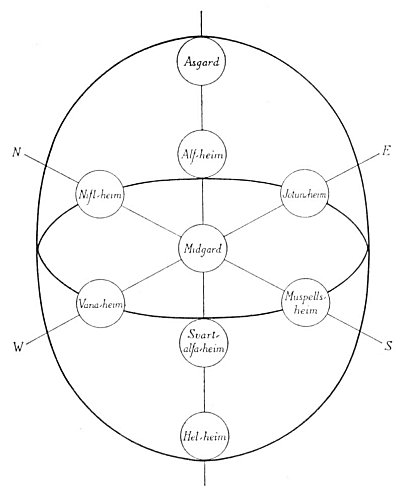
In de kosmogonie van de negen werelden ligt Asgaard bovenaan

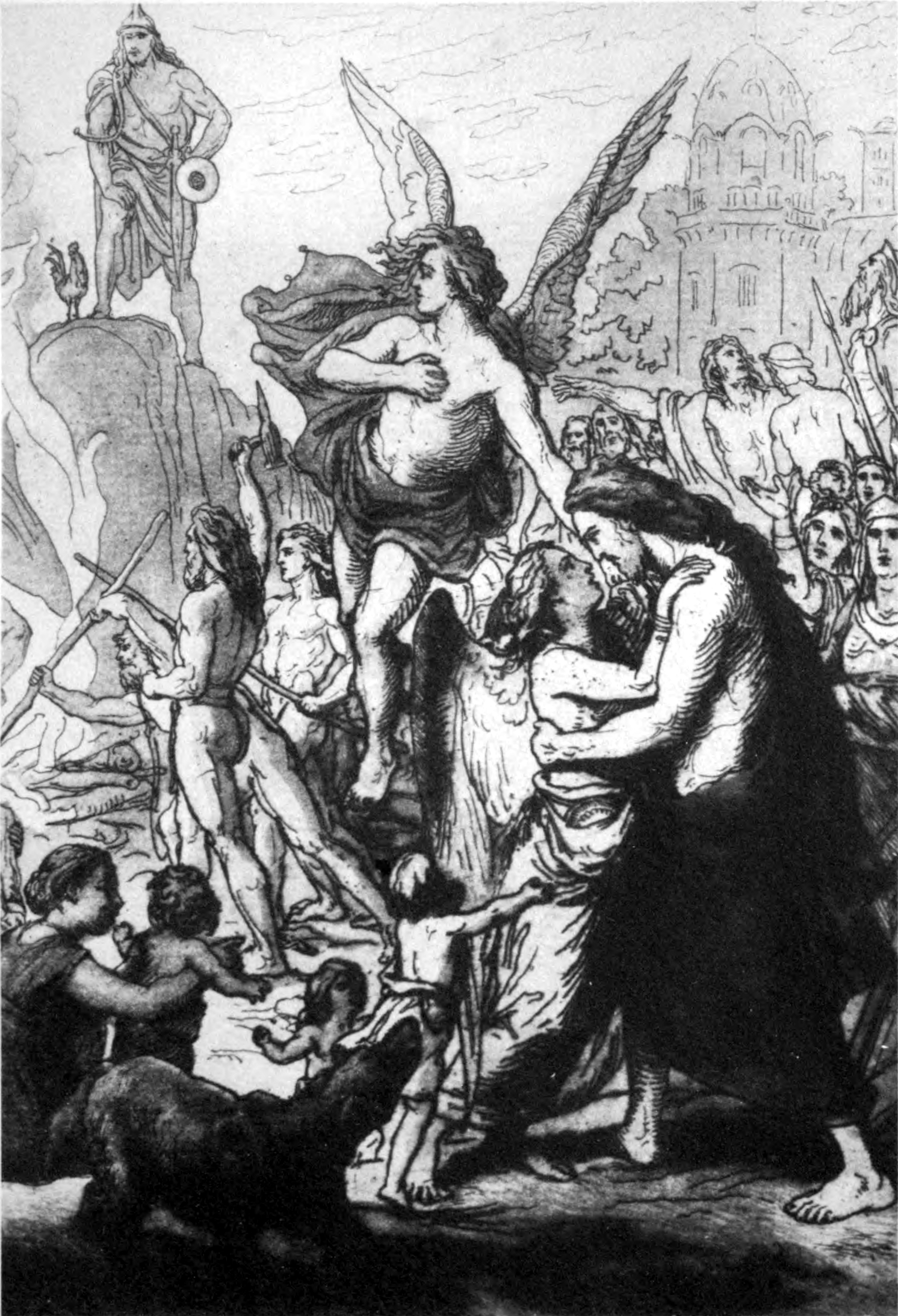
Idun keert terug naar Asgaard

Asgaard (Oudnoords Ásgarðr) is in de Noorse mythologie een centraal in het universum gelegen plaats waar de goden (Asen en Asinnen) wonen. De mensen wonen in Midgaard, en deze twee gescheiden werelden kennen slechts verbinding via de Bifröst, een regenboogbrug die door Heimdall wordt bewaakt, en in zekere zin via de levensboom Yggdrasil (zie ook: Noordse kosmogonie).

## Oorsprong en functie
Asgaard werd volgens de Noord-Europese mythologie gebouwd door Odin en zijn broers met de hulp van enkele Thursen nadat de oerwereld in de Ginnungagap zich door de werking van vuur en ijs had gevormd en nadat de meeste oerreuzen waren omgekomen door het opofferen van die oerwereld (Ymir).
Het centrum van Asgaard was het Iðavöllr veld. Volgens de Grímnismál liet Odin (Wodan) daar een paleis Gladsheimr voor zichzelf bouwen met daarin Hlidskjalf, de troon vanwaar hij op alle negen werelden kon uitkijken, en nog twaalf andere paleizen voor door hem aangewezen mannelijke goden (Asen). Voor de vrouwelijke goden (Asinnen) werd het paleis Vingólf gebouwd, en later voor de menselijke helden het Valhalla. De goden kwamen elke dag samen bij de Bron van Urd, onderaan de wortel van de wereldboom Yggdrasil, om er de drank der wijsheid te drinken.
De twaalf genoemde hemelburchten zouden uit goud en edelstenen zijn gemaakt; de gewelven gebouwd van gouden speren, de muren en vloeren met goud bedekt, en op de daken de stralende schilden van menselijke helden in plaats van zon en maan. De woning van Thor, Thrudheim, wordt niet tot de hemelburchten gerekend, want die staat te dicht bij de aardse wereld en markeert de grens tussen Asgaard en Midgaard.

## De legende van de ringmuur
In de oorlog met de Wanen bleek de kwetsbaarheid van Asgaard dusdanig dat besloten werd om een praktisch ondoordringbare ringmuur te bouwen. De steenreus Hrimthur vermomde zich, en bedong als beloning voor zijn arbeid de hand van Freya en de zeggenschap over de zon en de maan. Loki rook echter onraad, en op zijn listige advies werd door de goden een clausule bedongen: de gehele ommuring moest binnen zes maanden klaar zijn, iets dat de goden voor onmogelijk hielden. Hrimthur aanvaardde de bedingingen, mits hij ook zijn paard Svadilfari mocht inzetten. Tot afgrijzen van de goden ontbrak amper drie dagen vóór het einde van de gestelde termijn alleen nog een poortboog, dus het leek Hrimthur te gaan lukken het werk netjes op tijd af te krijgen. Loki veranderde zich echter in een merrie, verleidde de hengst Svadilfari en hield hem zo een tijdje bezig. (De merrie baarde daarna Odins hengst Sleipnir). De reus kon toen zijn contract niet nakomen en liet razend van woede zijn vermomming vallen en zich als reus herkennen; Thor sloeg hem vervolgens met zijn magische hamer dood.

## De Twaalf Paleizen en hunbewoners
Op alfabetische volgorde:
1. Alfheim, ("Alfenheim") Freyrs paleis
2. Breidablik, ("Breedglans") Baldrs paleis
3. Folkvangr, ("Volksplein") Freyja's paleis met Sessrumnir (zaal)
4. Gladsheimr, ("Vreugdewereld") Odins paleis met zaal Walhalla
5. Glitnir, ("Glitter", Stralende) Forseti's paleis
6. Himinbjörg, Heimdalls paleis
7. Nóatún, ("Scheepsplaats") Njörðrs paleis
8. Sökkvabekkr, ("Dieptebeek") Saga's paleis
9. Þrymheimr, Skaði's paleis
10. Valaskjálf, Vali's paleis met Odins troon Hlidskjalf
11. Vidi, Vidars paleis, ook Landwidi ("Landwijdte")
12. Ydalir, Ullrs paleis

Volgens de Nederlandse astrologe en runenmagiër Freya Aswynn (alias Elizabeth Hooijschuur) komen de in Grimnismal genoemde twaalf paleizen van de Asen overeen met de twaalf tekens van de dierenriem. Glitnir als verblijf van Forseti zou dan bijvoorbeeld overeenkomen met het teken Weegschaal, omdat deze godheid voor balans en gerechtigheid staat (Blätter von Yggdrasil, 1991. pag. 164).
Dit zijn echter niet de enige paleizen. In de Proza Edda (ook wel Snorri Edda of de Edda van Snurri genoemd) staan nog enkele paleizen vermeld zoals bijvoorbeeld Bilskirnir, Thors paleis.

## Andere belangrijke mythische plaatsen in Asgaard
- Fensalir, Friggs paleis
- Vingólf, de verzamelhal der godinnen (Asinnen)
- Iðavöllr, ("Idaveld"), een smidse, en het centrale puntvan Asgaard.
- Bifröst, de regenboogbrug die Asgaard met de mensenwereld Midgaard verbindt.

## Andere spellingswijzen
- Alternatieve schrijfwijzen: Ásgard, Ásegard, Ásgardr, Asgardr, Ásgarthr, Ásgarth, Asgarth, Ásgardhr
- Algemeen Zweeds en Deens: Asgård
- Noors: Åsgard (ook Åsgård, Asgaard)
- IJslands: Ásgarður
- Oudnoords: Ásgarðr

## Trivia
- Asgaard is een plaats waar men een concert kan spelen in het computerspel Guitar Hero: World Tour.
- Het Spel Viking: Battle for Asgard speelt zich af in Asgaard, waarbij de speler moet voorkomen dat Asgaard wordt vernietigd door Hel, die de wolf Fenrir heeft vrijgelaten. Dat zou Ragnarok teweegbrengen.